# Río Giba
El Giba es un río del norte de Etiopía. Comienza en la confluencia del Genfel y el Sulluh (que nace en las montañas de Mugulat, a 3.298 metros sobre el nivel del mar) y fluye hacia el oeste hasta el río Tekezé. El futuro lago Giba ocupará la llanura donde confluyen los ríos Sulluh, Genfel y Agula'i y, por lo tanto, será la futura fuente del río Giba.

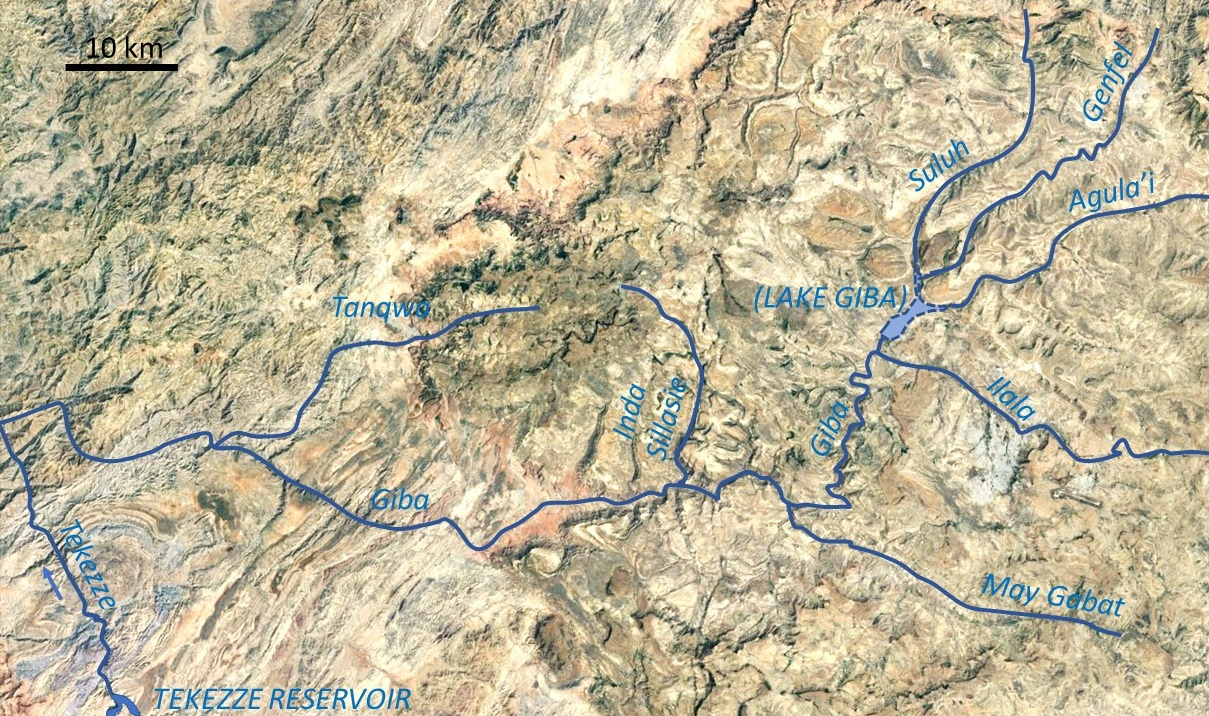
Red de drenaje del Giba

## Hidrografía
Es un río confinado, localmente serpenteante en su estrecha llanura aluvial, con una pendiente de 7 metros por kilómetro. Con sus afluentes, el río ha cortado una profunda garganta.

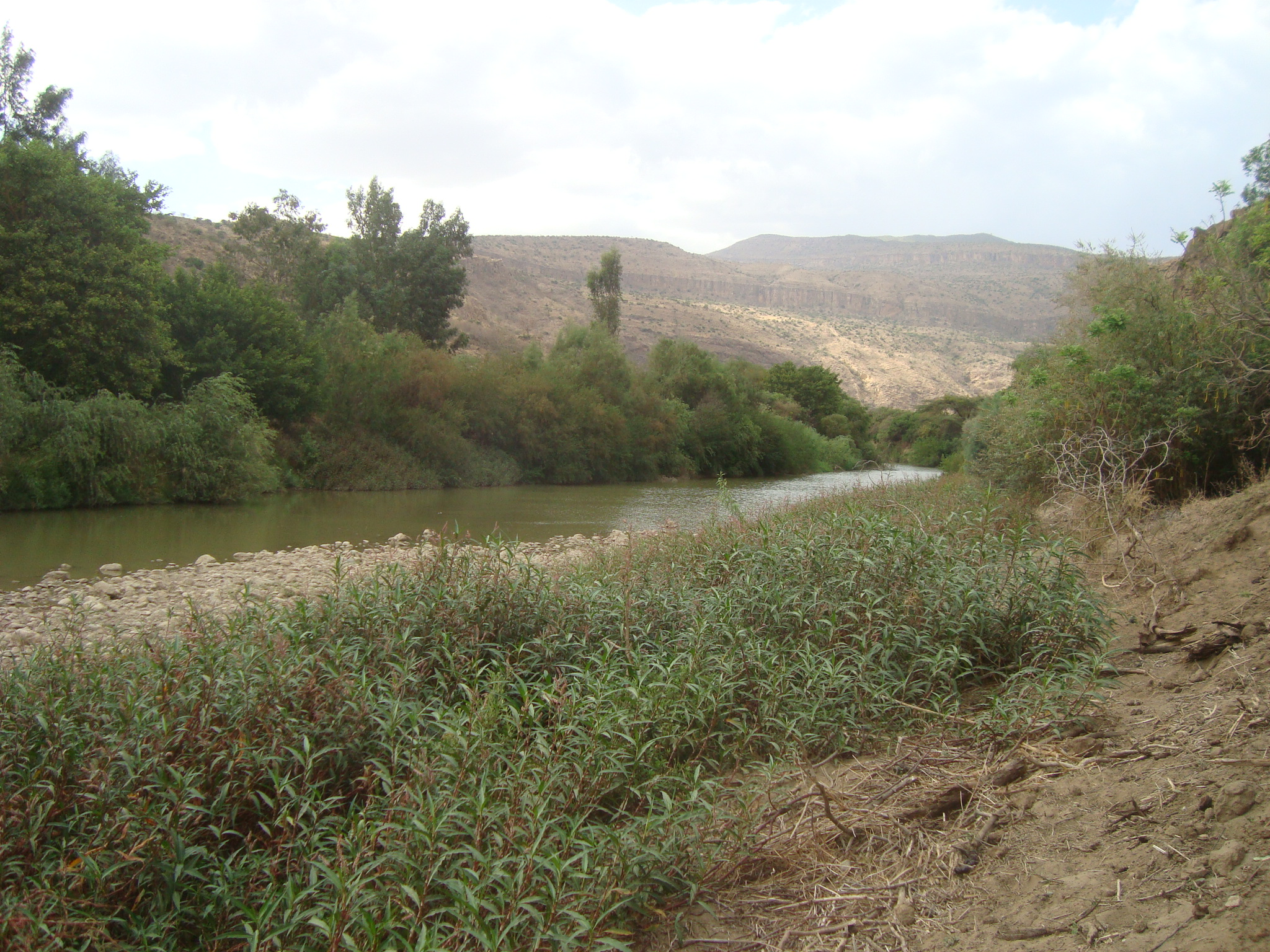
Estanque en el Giba

### Afluentes
Los principales afluentes, desde aguas abajo hasta aguas arriba, son
- Tanqwa
  - Río Tsech'i
  - May Qoqah
  - Arwadito
  - Río Adawro
- May Selelo
- Río Zikuli
- Río Gra Adiam, también llamado río Bitchoqo
- Río Zeyi
- Río Inda Sillasie
  - May Zegzeg
    - May Harena
    - May Sho'ate

  - May Be'ati River
- Río Addi Keshofo
- May Gabat
- Inda Anbesa
- Río Ruba Bich'i
- Hurura
  - Río Afedena
    - May Ayni

  - Shimbula
- Río Ilala
- Río Qarano
- Río Agula'i
- Genfel
- Sulluh
  - Río Ch'eqofo

## Hidrología

### Características hidrológicas
La huella de escorrentía o el volumen total anual de escorrentía es de 558 millones de m³. Los picos de descarga de hasta 1.740 m³ por segundo se producen en la segunda parte de la estación lluviosa (mes de agosto), cuando se producen fuertes lluvias y los suelos están saturados de agua en muchos lugares. El porcentaje de la precipitación total que sale directamente de la cuenca como escorrentía de tormenta (también llamado coeficiente de escorrentía) es del 8%.

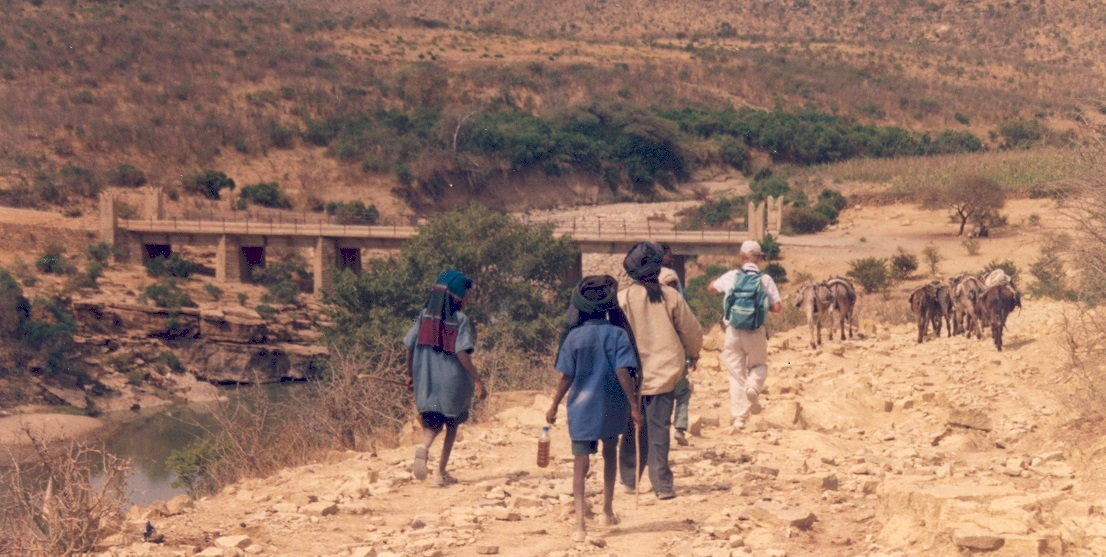
Puente de 1960 sobre el río Giba al este de Debre Nazret

La cantidad total de sedimentos que transporta este río asciende a 3,96 millones de toneladas al año. La concentración media de sedimentos en el agua del río es de 10 gramos por litro, pero puede llegar a 42 g/l. Las mayores concentraciones de sedimentos se producen al principio de la temporada de lluvias, cuando la tierra suelta y el polvo son arrastrados por el flujo terrestre y acaban en el río. Como esa agua contiene muchos nutrientes (localmente se llama "aygi"), los agricultores estiman que fortalece a su ganado, al que llevan al río. En total, el rendimiento medio de sedimentos es de 1.065 toneladas por km² y por año. Todas las mediciones se realizaron en estaciones instaladas a propósito, en los ríos Giba y Tanqwa, justo aguas arriba de su confluencia, en los años 2006 y 2007.

### Inundaciones repentinas
La escorrentía ocurre principalmente en forma de eventos de alta descarga que ocurren en un período muy corto (llamadas inundaciones repentinas). Éstos están relacionados con la topografía escarpada, a menudo poca cobertura vegetal y lluvias convectivas intensas. Los picos de tales inundaciones repentinas tienen a menudo una descarga de 50 a 100 veces mayor que el caudal base anterior. Estas inundaciones repentinas ocurren principalmente durante la tarde o la noche, porque las lluvias convectivas ocurren en la tarde.

### Cambios a lo largo del tiempo

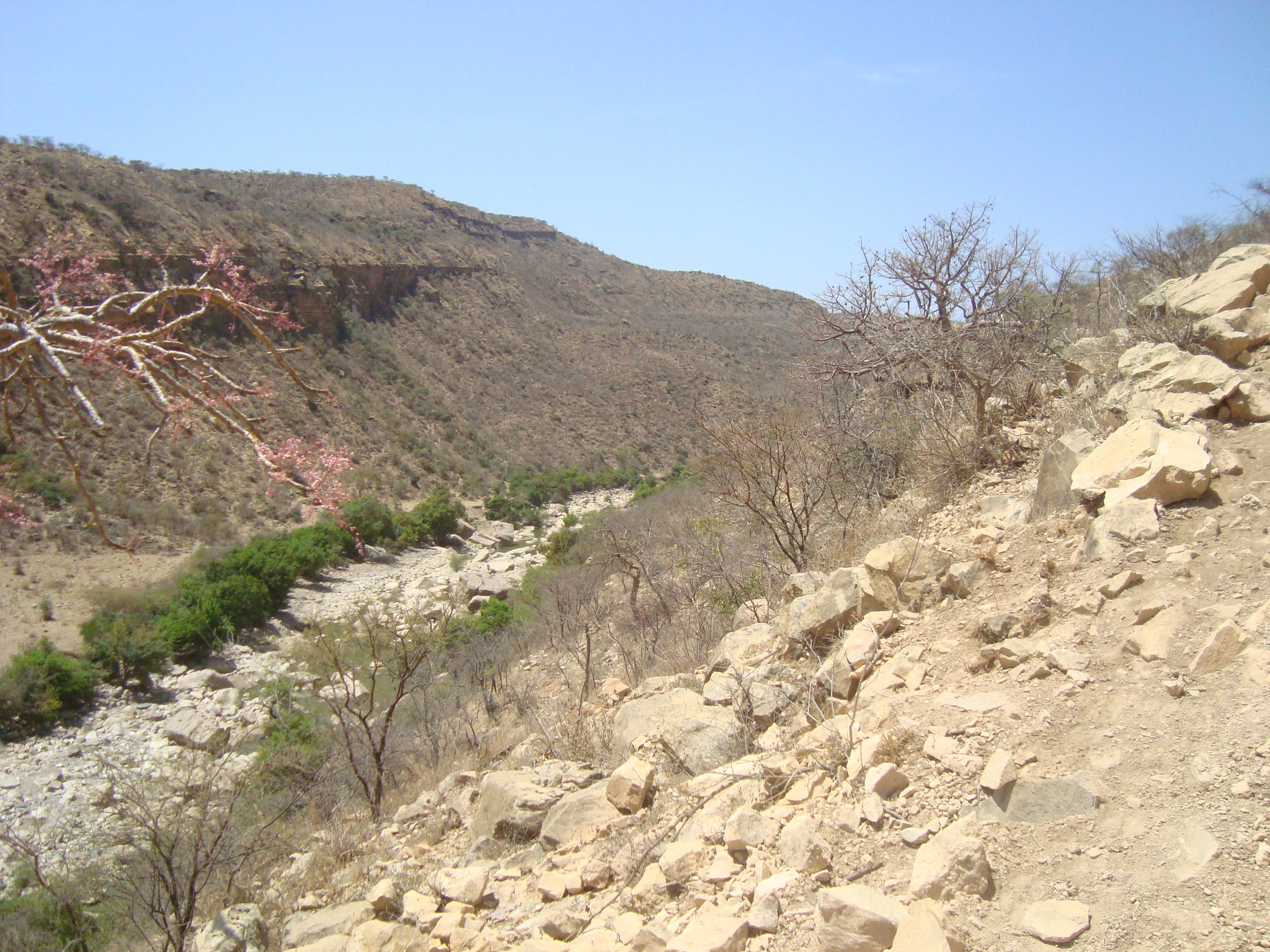
El río Giba cerca de la desembocadura del May Gabat, a la izquierda un árbol de incienso en flor

Las fotografías aéreas italianas de la cuenca, tomadas en la década de 1930, muestran que el 49% de la cuenca estaba cubierta de vegetación leñosa (frente al 35% en 2014). Esta vegetación podía ralentizar la escorrentía y el coeficiente de escorrentía era menor (5% en 1935 frente al 8% en 2014). Como consecuencia, los vertidos en el río eran menores y el río era más estrecho que hoy. Hasta la década de 1980 hubo una fuerte presión sobre el medio ambiente y desapareció gran parte de la vegetación. Este río tuvo sus mayores descargas y anchura en ese periodo. 

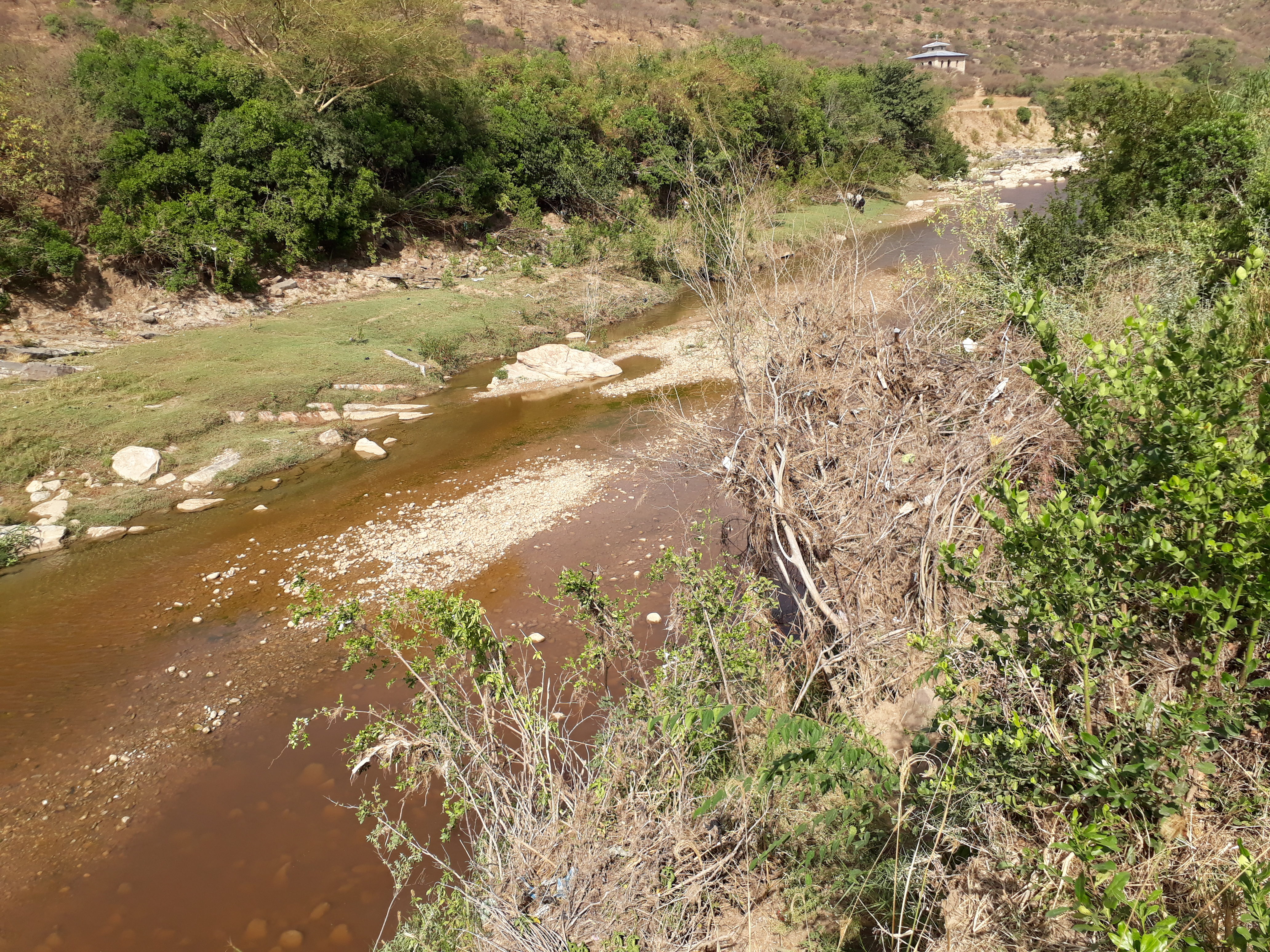
El río Giba en Inda Mihtsun

Sin embargo, la magnitud de las inundaciones en este río se ha reducido en los últimos años debido a las intervenciones en la cuenca. En Gemgema, Afedena, May Be'ati y en muchas otras pendientes empinadas, se han establecido zonas con vegetación densa que contribuye en gran medida a una mayor infiltración, menos inundaciones y un mejor flujo base. Las estructuras de conservación física como los diques de piedra y las presas de contención también interceptan la escorrentía.

## Agricultura de regadío
Además de los manantiales y embalses, el riego depende en gran medida del caudal base del río. Esta agricultura de regadío es importante para satisfacer las demandas de seguridad alimentaria y reducción de la pobreza. Las tierras de regadío se establecen en las estrechas llanuras aluviales a lo largo de todo el río, en su mayoría utilizando el riego por bombeo. En estos desfiladeros se cultivan a menudo frutas tropicales, ya que el clima es más cálido que el de las tierras altas circundantes.

## Trashumancia hacia el desfiladero del río
Los fondos de los valles en el desfiladero de este río, por ejemplo en Inda Mihtsun, han sido identificados como una zona de destino de trashumancia. La trashumancia tiene lugar en la temporada de lluvias de verano, cuando las tierras cercanas a las aldeas están ocupadas por cultivos. Los pastores jóvenes llevan el ganado del pueblo hasta el desfiladero y pasan la noche en pequeñas cuevas. Las gargantas son particularmente atractivas como zona de destino de trashumancia, porque hay agua y buen crecimiento de vegetación seminatural.

## Límite natural
A lo largo de su curso, este río limita con tres distritos ("woreda") diferentes. En las distintas partes:
- Alto Giba: frontera entre Dogu'a Tembien e Inderta
- Medio Giba: frontera entre Dogu'a Tembien y Saharti Samre
- Bajo Giba: frontera entre Kola Tembien y Abergele (woreda)

## Senderismo por el río
Se han establecido rutas de senderismo a lo largo y ancho de este río. Las pistas no están marcadas en el suelo, pero se pueden seguir mediante descargas, en archivos GPX.
- Ruta 15, a lo largo del curso medio de Giba
- Ruta 22, cruzando el desfiladero de Giba en Debre Nazret
- Ruta G, a través del desfiladero de Giba en Amanit
- Ruta S1 y S2, a través del desfiladero de Giba en Abergele (woreda)

En la temporada de lluvias pueden ocurrir inundaciones repentinas y se recomienda no seguir el lecho del río. Con frecuencia, también es imposible cruzar el río.